# Galaxy 10
O Galaxy 10 (G-10) foi um satélite de comunicação geoestacionário construído pela Hughes que era de propriedade da PanAmSat, empresa que posteriormente foi adquirida pela Intelsat. O satélite foi baseado na plataforma HS-601HP e sua expectativa de vida útil era de 15 anos. O mesmo foi perdido após ocorrer uma falha no veículo de lançamento.

## História
O Galaxy 10, teria entrado para a frota de satélites com dupla carga da PanAmSat para servir os Estados Unidos. Ele foi o primeiro satélite a ser lançado no novo foguete Boeing Delta-8930. O lançamento ocorreu em agosto de 1998, mas o satélite foi perdido quando o Delta-8930 falhou.
O Galaxy 10 teria 5,8 quilowatts no início de sua vida útil, com alimentação fornecida por uma combinação de células solares. Cada uma das duas asas solares tinha três painéis de células solares de silício, e um painel de células de arsenieto de gálio de junção única.
Em outubro de 1998, a PanAmSat ordenou a substituição do satélite pelo Galaxy 10R, que foi lançado com sucesso em Janeiro de 2000.

## Lançamento
O satélite foi lançado ao espaço no dia 27 de agosto de 1998, por meio de um veículo Delta-8930 a partir da Estação da Força Aérea de Cabo Canaveral, na Flórida, EUA. Ele tinha uma massa de lançamento de 3 876 kg.